# Особистісно орієнтована освіта
Особистісно орієнтована освіта — має своєю концептуальною основою гуманістичну філософію, яка виходить із визнання унікальності суб'єктного досвіду здобувача освіти як найважливішого джерела індивідуальної життєдіяльності та обумовлює своєрідність підходів до визначення поняттєво-термінологічного апарату особистісно орієнтованої освіти, її мети, змісту, методів, форм і засобів, стилю взаємодії учасників освітнього процесу.

## Підходи до визначення
Категорія «особистісно орієнтована модель освіти» позначає:
- Систему інноваційних підходів, що забезпечують становлення особистості як індивідуальності шляхом диференційованого підходу до навчання та наданні кожному права вибору власного шляху розвитку.
- Цілісний освітній процес, що являє собою взаємозв'язок учіння, навчання і розвитку особистості.
- Особливий вид освіти, що забезпечує оптимальні умови для розвитку в суб'єктів навчання здатності до самоосвіти, самовизначення, самостійності та самореалізації. процесу.

Вихідні положення особистісно орієнтованої освіти:
- кожен здобувач освіти є унікальною та неповторною особистістю;
- здобувач освіти не стає особистістю під впливом навчання, оскільки він уже є нею;
- основне завдання освітнього закладу полягає не в озброєнні здобувача освіти знаннями, уміннями та навичками, а в розвитку його індивідуальності, створенні найбільш сприятливих умов для розвитку його здібностей.

Компоненти особистісно орієнтованої освіти: цільовий, змістовий, процесуально-діяльнісний та результативний.

## Мета та функції
Метою особистісно орієнтованої освіти є:
- формування і розвиток у здобувача освіти особистісних цінностей;
- фасилітація, підтримка та захист особистості;
- забезпечення механізмів самореалізації, саморозвитку, саморефлексії, саморегуляції, самозахисту, самоосвіти та самовиховання, необхідних для становлення самобутнього особистісного Я-образу;
- створення оптимальних умов для розвитку і становлення особистості як суб'єкта діяльності і суспільних відносин.

До функцій особистісно орієнтованої освіти належать:
- розкриття індивідуальності кожної дитини;
- створення умов для розвитку особистості засобами формування критичності, самостійності, ініціативності, творчості, та їх вияву в мисленні і поведінці.
- створення умов для реалізації права здобувача освіти на самовизначення та самореалізацію у процесі пізнання через оволодіння власними способами навчальної роботи.
- людинотворча (гуманістична);
- культуротворча;
- соціалізуюча;
- формування культури життєдіяльності;
- сприяння розвитку здібностей особистості;
- виявлення, використання та «окультурення» суб'єктного досвіду.

Перехід до особистісно орієнтованої освіти забезпечується синтезом знаннєво-стандартизованого і особистісного компонентів змісту освіти.